# Patricio de Solminihac
Patricio de Solminihac Tampier (Puerto Montt, 30 de mayo de 1955) es un ingeniero y empresario chileno, actual gerente general de la Sociedad Química y Minera de Chile (SQM).

## Primeros años de vida
Nacido del matrimonio conformado por Hernán de Solminihac Andrade y Yolanda Tampier, estudió de niño en el Colegio San Francisco Javier de su ciudad natal. Posteriormente se incorporó a la Alianza Francesa de Osorno. Entre sus hermanos se cuenta Hernán, ministro de Estado del presidente Sebastián Piñera entre 2010 y 2014.
Su formación profesional la realizó en la Pontificia Universidad Católica de Chile, en Santiago, donde obtuvo el título de ingeniero civil químico.

### Matrimonio e hijos
Casado con María Isabel Sierralta Moro, ingeniera comercial de la Universidad de Chile, es padre de siete hijos, Cristóbal, Ignacio, Constanza, Josefina, Patricio, Pablo y Miguel.

## Vida pública
Su primera incursión en el sector empresarial fue en la Compañía Tecno Industrial (CTI). Luego pasó a la estatal Comisión Nacional de Energía, donde estuvo a cargo de diversos programas de investigación tales como los de carbón y gas natural (1980-1982). En esta etapa de su vida viajó a la Universidad de Chicago, en los Estados Unidos, donde obtuvo una Maestría en Administración de Negocios (MBA).
Dos años más tarde, tras finalizar sus estudios y trabajar en firmas estadounidenses, regresó a Chile para hacerse cargo de la oficina de Raychem. De allí pasó a la gerencia de desarrollo de SQM.
Entre 1989 y 1990 ejerció la gerencia general de la compañía. Posteriormente se desempeñó como vicepresidente del directorio, cargo que ocupó por diez años. Desde 2000 laboró como subgerente general, puesto que abandonó a comienzos de 2015 cuando volvió a tomar la gerencia general en medio del caso SQM, en reemplazo de un cuestionado Patricio Contesse.